# Bể chứa carbon

Các bể chứa carbon (thanh màu xanh lá bên phải) giúp loại bỏ carbon khỏi khí quyển, trong khi các nguồn phát thải carbon (phát thải khí nhà kính, thanh màu xám bên trái) lại thêm carbon vào khí quyển. Kể từ những năm 1850 đã có nhiều nguồn carbon hơn bể chứa carbon dẫn đến sự gia tăng nồng độ carbon dioxide trong khí quyển Trái Đất.

Bể chứa carbon, hay bồn chứa carbon, là một quá trình cô lập carbon tự nhiên hoặc nhân tạo nhằm "loại bỏ khí nhà kính, sol khí hoặc tiền chất của khí nhà kính khỏi khí quyển".:2249 Những bể chứa này cấu thành một bộ phận quan trọng của chu trình carbon tự nhiên. Thuật ngữ bao quát hơn của bể chứa carbon là bể carbon (carbon pool), tức là tất cả những nơi có thể chứa carbon trên Trái Đất, gồm khí quyển, đại dương, đất, hệ thực vật, bể chứa nhiên liệu hóa thạch, v.v. Bể chứa carbon là một loại bể carbon có khả năng hấp thụ nhiều carbon từ khí quyển hơn so với lượng carbon mà nó thải ra.
Trên toàn cầu, hai bể chứa carbon quan trọng nhất là thảm thực vật và đại dương. Đất là một môi trường lưu trữ carbon quan trọng. Phần lớn lượng carbon hữu cơ được giữ lại trong đất của các vùng nông nghiệp đã bị canh tác thâm canh làm kiệt quệ. Thuật ngữ carbon xanh dùng để chỉ lượng carbon được cố định thông qua một số hệ sinh thái biển nhất định. Carbon xanh ven biển bao gồm rừng ngập mặn, đầm lầy mặn và cỏ biển. Chúng chiếm phần lớn lượng đời sống thực vật đại dương và lưu trữ một lượng lớn carbon. Carbon xanh đậm nằm ở vùng biển quốc tế và bao gồm carbon có trong "vùng nước thềm lục địa, vùng biển sâu và đáy biển bên dưới chúng".
Để giảm thiểu biến đổi khí hậu, việc duy trì và tăng cường các bể chứa carbon tự nhiên mà chủ yếu là đất và rừng là rất quan trọng. Trong quá khứ, các hoạt động của con người như phá rừng và công nghiệp hóa nông nghiệp đã làm cạn kiệt các bể chứa carbon tự nhiên. Sự thay đổi mục đích sử dụng đất này là một trong những nguyên nhân gây ra biến đổi khí hậu.

## Định nghĩa
Trong ngữ cảnh biến đổi khí hậu mà cụ thể là vấn đề giảm thiểu, một bể chứa được định nghĩa là "Bất kỳ quy trình, hoạt động hoặc cơ chế nào loại bỏ khí nhà kính, sol khí hoặc tiền chất của khí nhà kính khỏi khí quyển".:2249
Trong trường hợp khí nhà kính không phải CO2, bể chứa không cần phải lưu trữ khí. Thay vào đó, chúng có thể phân hủy nó thành những chất có tác động ít hơn đến hiện tượng nóng lên toàn cầu. Ví dụ, nitơ oxit có thể được khử thành N2 vô hại.
Cả bể chứa carbon và bể carbon đều là những khái niệm quan trọng trong việc tìm hiểu chu trình carbon, nhưng chúng đề cập đến những thứ hơi khác nhau. Bể carbon có thể được coi là thuật ngữ bao quát còn bể chứa carbon là một loại bể carbon cụ thể: Bể carbon là tất cả những nơi có thể lưu trữ carbon (ví dụ như khí quyển, đại dương, đất, thực vật và nhiên liệu hóa thạch).:2244

## Các loại
Lượng carbon dioxide thay đổi tự nhiên theo trạng thái cân bằng động với quá trình quang hợp của thực vật trên cạn. Các bể chứa carbon tự nhiên bao gồm:
- Đất là một nơi lưu trữ carbon và bể chứa carbon hoạt tính.[12]
- Quá trình quang hợp của thực vật trên cạn khiến chúng trở thành các bể chứa carbon trong mùa sinh trưởng.
- Sự hấp thụ carbon dioxide của đại dương thông qua bơm hòa tan và sinh học.

Bể chứa carbon nhân tạo là bể chứa carbon trong vật liệu xây dựng hoặc sâu dưới lòng đất (cô lập carbon địa chất). Vẫn chưa có hệ thống nhân tạo lớn nào loại bỏ carbon khỏi khí quyển ở quy mô lớn.
Nhận thức của công chúng về tầm quan trọng của các bể chứa CO2 đã tăng lên kể từ khi thông qua Nghị định thư Kyoto năm 1997, trong đó thúc đẩy việc sử dụng các bể chứa như một hình thức bù trừ carbon.

## Bể chứa carbon tự nhiên

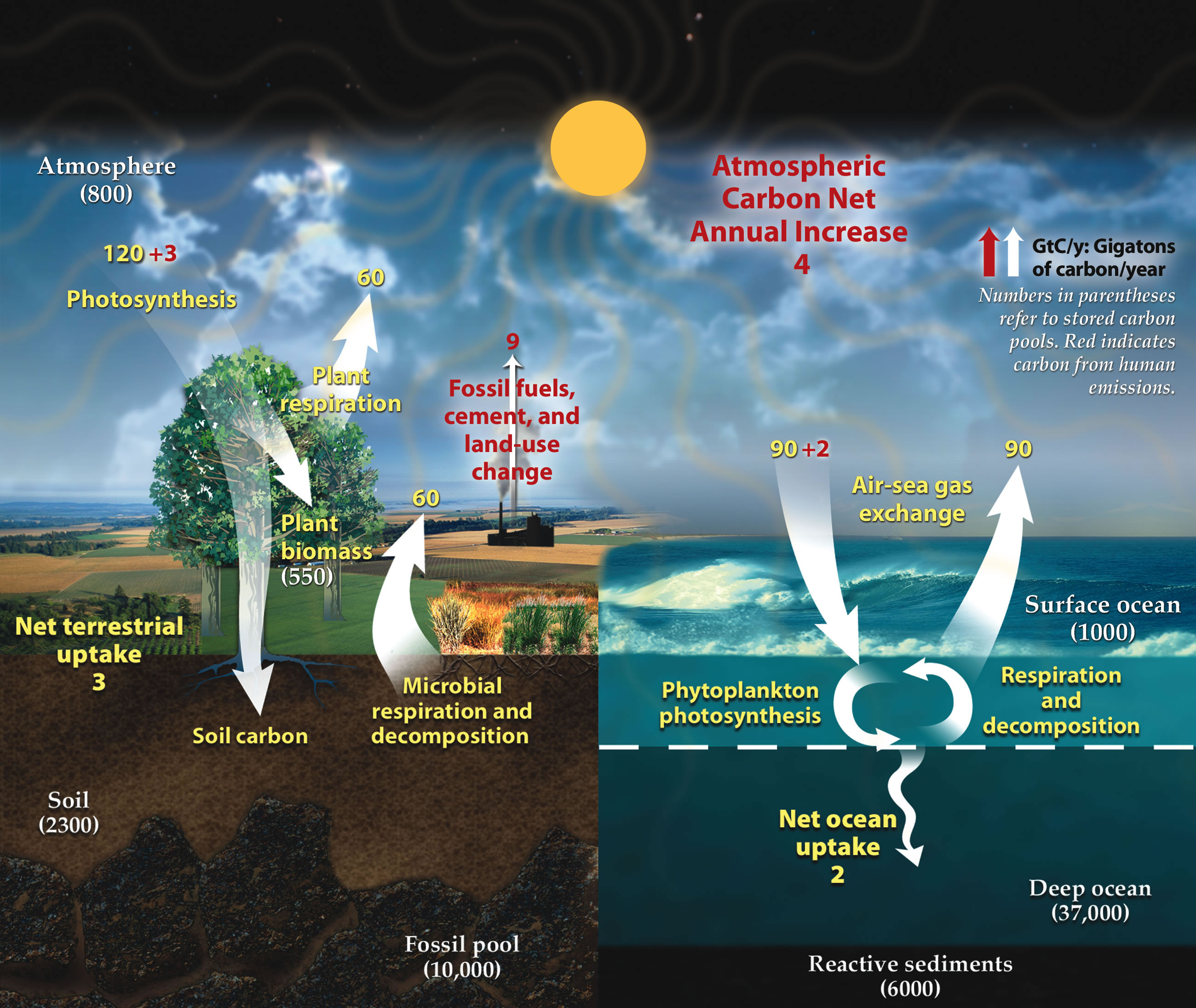
Sơ đồ này về chu trình carbon nhanh minh họa sự di chuyển của carbon giữa đất, khí quyển, và đại dương, được tính bằng tỷ tấn carbon mỗi năm. Số màu vàng là các dòng chảy carbon tự nhiên, màu đỏ là đóng góp từ con người, tính bằng tỷ tấn carbon mỗi năm. Số màu trắng là lượng carbon được lưu trữ.

### Đất
Đất là một môi trường lưu trữ carbon ngắn hạn đến dài hạn và chứa nhiều carbon hơn tất cả các thảm thực vật trên cạn và bầu khí quyển cộng lại. Rác thực vật và các loại sinh khối khác bao gồm than củi tích tụ dưới dạng vật chất hữu cơ trong đất và bị phân hủy bởi quá trình phong hóa hóa học và phân hủy sinh học. Các polyme carbon hữu cơ khó phân hủy hơn như xenluloza, hemixenluloza, lignin, hợp chất aliphatic, sáp và terpenoid được giữ lại chung dưới dạng mùn.
Vật chất hữu cơ có xu hướng tích tụ trong rác thải và đất ở những vùng lạnh hơn như rừng phương bắc ở Bắc Mỹ và rừng Taiga ở Nga. Lớp lá rụng và mùn bị oxy hóa nhanh chóng và không được giữ lại nhiều trong điều kiện khí hậu cận nhiệt đới và nhiệt đới do nhiệt độ cao và bị rửa trôi cường độ lớn do mưa. Những khu vực áp dụng phương pháp du canh du cư hoặc đốt nương làm rẫy thường chỉ màu mỡ trong vòng hai đến ba năm trước khi bị bỏ hoang. Những khu rừng nhiệt đới này giống với các rạn san hô ở chỗ chúng cực kỳ hiệu quả trong việc bảo tồn và lưu chuyển các chất dinh dưỡng cần thiết, từ đó giải thích lý do tại sao chúng có thể tươi tốt trong một môi trường nghèo dinh dưỡng.
Đồng cỏ góp phần tạo nên chất hữu cơ cho đất, chủ yếu được lưu trữ trong thảm rễ sợi dày đặc của cỏ. Một phần nhờ vào điều kiện khí hậu của các khu vực này (ví dụ: nhiệt độ mát mẻ và điều kiện bán khô hạn đến khô hạn) mà đất tại đây có thể tích lũy một lượng chất hữu cơ đáng kể. Lượng chất hữu cơ này có thể thay đổi dựa trên lượng mưa, độ dài của mùa đông, và tần suất các vụ cháy cỏ tự nhiên do sét gây ra. Mặc dù những đám cháy này thải ra khí carbon dioxide nhưng chúng lại cải thiện chất lượng tổng thể của đồng cỏ, từ đó làm tăng lượng carbon được giữ lại trong vật liệu mùn. Chúng cũng lắng đọng carbon trực tiếp vào đất dưới dạng than sinh học, loại vật liệu không bị phân hủy trở lại thành carbon dioxide một cách đáng kể.
Một lượng lớn carbon hữu cơ được giữ lại ở nhiều vùng nông nghiệp trên toàn thế giới đã bị cạn kiệt nghiêm trọng do các hoạt động canh tác thâm canh. Từ những năm 1850, một phần lớn đồng cỏ trên thế giới đã bị canh tác và chuyển đổi thành đất trồng trọt, khiến một lượng lớn carbon hữu cơ trong đất bị oxy hóa nhanh chóng. Các phương pháp giúp tăng cường đáng kể khả năng cô lập carbon trong đất được gọi là canh tác carbon, ví dụ như canh tác không cày xới, phủ rơm rạ, trồng cây che phủ và luân canh cây trồng.

### Rừng
Rừng là một phần quan trọng của chu trình carbon toàn cầu vì cây cối hấp thụ carbon dioxide thông qua quá trình quang hợp. Do đó, chúng đóng một vai trò quan trọng trong việc giảm thiểu biến đổi khí hậu. :37 Bằng cách loại bỏ khí nhà kính carbon dioxide khỏi không khí, các khu rừng trở thành một bể chứa carbon trên cạn, nghĩa là chúng lưu trữ một lượng lớn carbon dưới dạng sinh khối, bao gồm rễ, thân, cành và lá. Trong suốt vòng đời của mình, cây cối tiếp tục cô lập carbon, lưu trữ CO2 trong khí quyển lâu dài. Do đó, quản lý rừng bền vững, trồng rừng, tái trồng rừng là những đóng góp quan trọng vào việc giảm thiểu biến đổi khí hậu.
Một vấn đề quan trọng cần phải cân nhắc trong việc này là, rừng có khả năng từ bồn chứa chuyển sang trở thành một nguồn cacbon. Vào năm 2019, các khu rừng hấp thụ carbon ít hơn một phần ba so với những năm 1990 do nhiệt độ tăng cao hơn, hạn hán và nạn phá rừng. Rừng nhiệt đới thông thường có thể trở thành một nguồn cacbon vào những năm 2060.
Các nhà nghiên cứu đã phát hiện ra rằng, xét về các dịch vụ môi trường, tránh phá rừng thì tốt hơn là cho phép phá rừng rồi tái sinh rừng, vì biện pháp thứ hai sẽ dẫn đến những tác động không thể đảo ngược được như mất đa dạng sinh học và suy thoái đất. Hơn nữa, ở các khu rừng phương bắc có tuổi đời trẻ hơn thì khả năng carbon di sản bị giải phóng khỏi đất cũng cao hơn. Cho đến khoảng năm 2019, lượng khí thải nhà kính toàn cầu do rừng mưa nhiệt đới bị tàn phá có thể đã bị đánh giá thấp hơn so với thực tế một cách đáng kể. Ngoài ra, so với việc giữ nguyên các khu rừng hiện có thì tác động của việc trồng rừng và tái trồng rừng sẽ xảy ra trong tương lai xa hơn. Phải mất nhiều thời gian hơn, khoảng vài thập kỷ, để các lợi ích về giảm thiểu biến đổi khí hậu từ các khu rừng trồng mới có thể đạt được hiệu quả hấp thụ carbon tương đương với các cây trưởng thành trong các khu rừng nhiệt đới. Do đó, các nhà khoa học coi việc "bảo vệ và phục hồi các hệ sinh thái giàu cacbon và có tuổi thọ cao, đặc biệt là các khu rừng tự nhiên" là "giải pháp chính cho vấn đề khí hậu".

## Cải thiện bể chứa carbon tự nhiên
Để tăng cường quá trình cô lập carbon trong đại dương, một số các công nghệ sau đây đã được đề xuất nhưng chưa có công nghệ nào được ứng dụng trên quy mô lớn: Nuôi trồng rong biển, bón phân đại dương, dòng chảy nhân tạo, lưu trữ trong bazan, khoáng hóa và trầm tích biển sâu, và thêm bazơ để trung hòa axit. Ý tưởng về việc phun trực tiếp khí carbon dioxide vào vùng biển sâu đã bị từ bỏ.